# Spyridium montanum
Spyridium montanum är en brakvedsväxtart som beskrevs av B.L. Rye. Spyridium montanum ingår i släktet Spyridium och familjen brakvedsväxter. Inga underarter finns listade i Catalogue of Life.